# Kirby 64: The Crystal Shards
Kirby 64: The Crystal Shards é um jogo de plataforma de 2000 desenvolvido pela HAL Laboratory e publicado pela Nintendo para Nintendo 64 (N64). É o primeiro jogo da série Kirby a apresentar computação gráfica 3D e acompanha Kirby em sua tentativa de reconstruir um cristal sagrado que foi despedaçado pela Matéria Escura. A jogabilidade é vista de uma perspectiva 2.5D e é semelhante aos títulos anteriores de Kirby; o jogador avança os níveis necessários e obtém poderes comendo inimigos. Kirby 64 apresenta Power Combos, que são a capacidade de combinar poderes para criar outros mais poderosos. Em modo multijogador, até quatro jogadores podem competir em três minijogos.
O desenvolvimento do jogo começou em setembro de 1997. Foi inicialmente planejado para ser lançado no complemento 64DD do N64, mas se tornou um título normal da plataforma depois que o complemento fracassou. A HAL inicialmente planejava usar a alavanca analógica do controle do Nintendo 64 para Kirby 64, todavia mudou para os botões direcionais cerca de um ano antes do lançamento.
O jogo recebeu críticas principalmente positivas, tendo elogios direcionados aos seu visual colorido e estilo de jogo clássico, mas foi criticado por conta de sua facilidade e duração curta. O jogo foi relançado para o Virtual Console no Wii em 2008, no Wii U em 2015 e no Nintendo Switch Online + Pacote de Expansão em 2022. O jogo também foi incluído na compilação para Wii Kirby's Dream Collection (2012). Kirby 64: The Crystal Shards foi o último jogo Kirby tradicional para consoles domésticos, até o lançamento de Kirby's Return to Dream Land (2011).

## Jogabilidade

Kirby usando uma habilidade Power Combo no primeiro nível do jogo. As duas habilidades copiadas que compõem o Power Combo, "Needle" e "Cutter", são exibidas no canto inferior direito da HUD.

Kirby 64: The Crystal Shards é um jogo de plataforma de rolagem lateral semelhante aos jogos anteriores da série Kirby. Sua história começa quando Matéria Escura invade Ripple Star, um planeta habitado por fadas. A fada Ribbon foge com um cristal sagrado, mas Matéria Escura o quebra e o espalha pela galáxia. Ribbon pousa no Pop Star e conhece Kirby, que concorda em ajudar a recuperar os fragmentos e derrotar Matéria Escura. Ao longo do caminho, eles contam com a ajuda da artista Adeleine e do Rei Dedede e seu servo Waddle Dee, depois que todos eles tropeçaram em fragmentos de cristal e são possuídos por Matéria Escura, levando o Kirby a enfrentá-los para libertá-los da influência da Matéria Escura.
Semelhante aos jogos de plataforma contemporâneos, como Pandemonium! (1996) e Klonoa: Door to Phantomile (1997), Kirby 64 é um jogo de plataformas 2.5D; embora os ambientes e personagens sejam renderizados em computação gráfica 3D, a jogabilidade é restrita a um plano 2D. O jogador controla Kirby usando os botões direcionais do controle do Nintendo 64. Como nos jogos Kirby anteriores, o personagem pode andar ou correr, agachar, pular e inalar inimigos ou objetos para cuspi-los como projéteis. Inflando-se, ele pode voar por tempo limitado; porém, enquanto voa, Kirby não pode atacar ou usar outras habilidades, embora possa liberar um sopro de ar suave. Ao comer certos inimigos, Kirby pode copiar e ganhar uma das sete habilidades e power-ups que lhe permitem assumir as propriedades que o inimigo possuía. Em determinados níveis, Kirby cavalga nas costas do Rei Dedede, permitindo-lhe superar certos obstáculos com o martelo de Dedede; e em outros níveis, o personagem anda em uma vagoneta ou em uma calha de toras pilotada por Waddle Dee.
Kirby 64 apresenta Power Combos, a opção de combinar as habilidades copiadas por Kirby.  Os Power Combos são criados aspirando dois inimigos ao mesmo tempo, jogando uma habilidade em outra ou cuspindo um inimigo em outro. Os dois últimos métodos invocam uma estrela colorida que pode ser coletada para obter o Power Combo. Existem 28 combinações possíveis e elas são mais fortes que as habilidades copiadas convencionais ou têm efeitos adicionais. Por exemplo, ao combinar as habilidades "Burn" e "Needle", Kirby pode disparar flechas de fogo. O jogador também podem misturar duas habilidades iguais, o que aumentará seu poder.
O jogo se passa em seis mundos, divididos em vários níveis. Assim que o jogador seleciona um nível, ele deve navegá-lo evitando os inimigos e obstáculos. Se Kirby ou o Rei Dedede tocarem em um inimigo ou em algum perigo, perderá pontos de vida. Os pontos de vida podem ser recuperados comendo alimentos espalhados pelos níveis. Se o personagem esgotar todos os pontos, cair do fundo da tela ou for esmagado, o jogador perde uma vida. Perder todas as vidas resulta no fim do jogo. O jogador pode ganhar vidas coletando estrelas ou 1-ups. Os fragmentos do cristal estão espalhados pelos níveis, e embora obter os Power Combos seja opcional, eles são necessários para coletar vários dos fragmentos. No final de cada nível, os jogadores jogam um jogo bônus para coletar alimentos, estrelas ou cartas com informações sobre os inimigos. Certos níveis apresentam chefes que o jogador deve derrotar para prosseguir. Ele deve coletar todos os fragmentos de cristal para chegar ao chefe final do jogo e ao final verdadeiro.
Fora da plataforma de um jogador, um modo de jogo multiplayer pode ser acessado no menu principal. Nele, até quatro jogadores podem competir em três minijogos: 100-Yard Hop, uma corrida até a linha de chegada; Bumper Crop Bump, uma competição de coletar alimentos; e Checkerboard Chase, um jogo do último a sobreviver. Os jogadores podem ajustar o nível de dificuldade e controlar Kirby, Rei Dedede, Adeleine ou Waddle Dee.

## Desenvolvimento

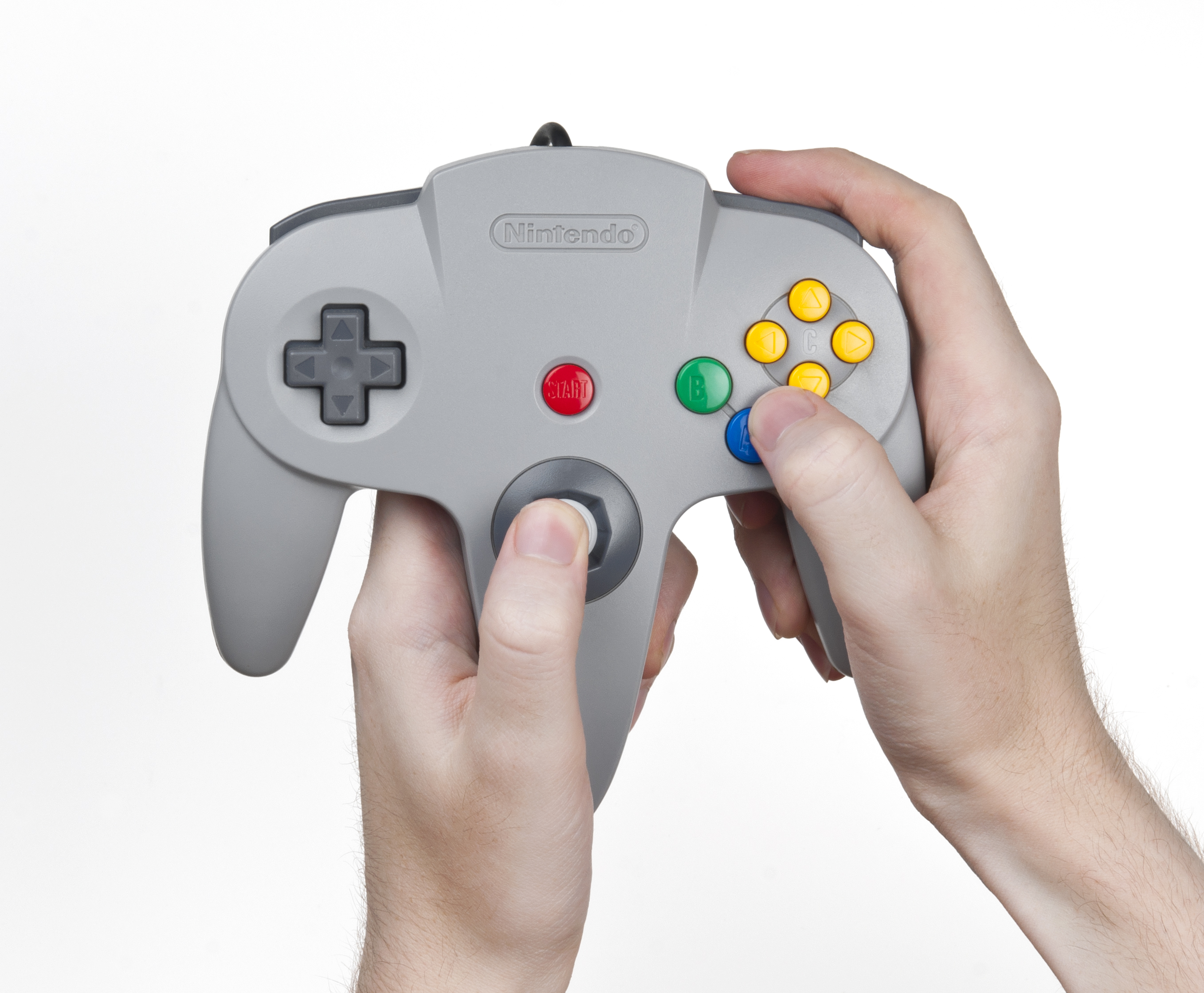
Kirby 64 estava planejado para usar o controle analógico do N64, como mostrado na imagem, mas durante o desenvolvimento foi alterado para os direcionais.

Kirby 64 foi desenvolvido pela HAL Laboratory sendo o primeiro jogo da série Kirby a apresentar gráficos 3D. O desenvolvimento começou em setembro de 1997, pouco antes do lançamento de Kirby's Dream Land 3. Os gráficos 3D estavam se tornando comuns na época, então a HAL desejava criar um jogo da Kirby em 3D. Conforme o gerente de projeto Takashi Saito, manter o projeto dentro do cronograma foi um desafio devido à grande atenção da HAL aos detalhes, sendo assim, ele precisou equilibrar a criação de um jogo de qualidade com o prazo de lançamento. A equipe de desenvolvimento teve que ser cuidadosa ao fazer a transição do estilo artístico da série para 3D, pois não queria decepcionar os fãs devotos da série. O jogo foi inicialmente desenvolvido para o 64DD, um complemento de unidade de disco para o Nintendo 64 (N64), mas se tornou padrão do N64 Game Pak quando o complemento falhou comercialmente.
Em outubro de 1997, a HAL criou um protótipo para testar o Kirby em 3D. O estúdio trabalhou neste protótipo, que utilizava a alavanca analógica do controle de N64 para controlar Kirby, por até cerca de um ano antes do lançamento. Saito disse que o protótipo estava quase concluído e "estava muito bom", mas a equipe sentiu que poderia fazer melhor. HAL alterou a configuração do controle da alavanca analógica para o direcional porque o jogo era jogado em um plano 2,5D em vez de 3D. Na feira Space World em 1999, os desenvolvedores observaram crianças brincando com a configuração original; eles notaram que elas deixavam o controle do N64 no estande promocional ao usar o controle analógico e tinham dificuldade para usar o botão de ombro Z, essencial na configuração. A criação de um novo esquema de controle gerou debate, já que a HAL usou o botão Z com destaque em Super Smash Bros. A equipe decidiu pela configuração dos botões direcionais após um teste bem-sucedido com alunos do ensino fundamental.
Kirby 64 foi dirigido por Shinichi Shimomura, que já havia dirigido Kirby's Dream Land 2 e Kirby's Dream Land 3. É tematicamente semelhante a esses jogos; Adeleine, personagem coadjuvante, e 02, o chefe final, são releituras de personagens de Kirby's Dream Land 3. O criador da série, Masahiro Sakurai, teve pouco envolvimento com o projeto e evitou jogá-lo durante o desenvolvimento, pois temia que qualquer comentário que fizesse pudesse entrar em conflito com a visão da HAL. A mecânica de jogo Power Combo foi concebida para aprimorar as habilidades de Kirby e experimentar o que aconteceria se as habilidades copiadas fossem unidas. Saito observou que o jogo foi projetado para todas as idades e pode ser fácil ou difícil, dependendo do estilo de jogo utilizado. Se o jogador confiar demais nos Power Combos, o jogo se tornará desafiador, mas será mais fácil se não o fizer. Originalmente, haveria vários personagens jogáveis (incluindo Waddle Dee, cuja jogabilidade se concentrava em pegar objetos), mas apenas Kirby e Rei Dedede permaneceram jogáveis na versão final. A fada Ribbon foi criada como um meio de alterar o personagem do jogador. A tecnologia do N64 foi o que possibilitou os minijogos para quatro jogadores.
A Nintendo anunciou o jogo na E3 de 1999. Segundo a IGN, a representação de Kirby no N64 era "muito aguardada", já que um anterior jogo da série — Kirby Air Ride — havia sido cancelado para o sistema. Kirby 64 foi lançado no Japão em 24 de março de 2000, na América do Norte em 26 de junho de 2000 e na Europa em 22 de junho de 2001. GameSpot observou que, ao contrário de outros jogos Kirby, o Kirby 64 foi lançado antes do término do suporte de seu sistema. Saito comentou que preferia lançar o jogo mais cedo, no entanto mais tempo de desenvolvimento significaria mais polimento. Foi o último jogo tradicional de console doméstico da série por 11 anos, até Kirby's Return to Dream Land (2011).
A Nintendo relançou Kirby 64 para o Virtual Console do Wii e Wii U em 2008 e 2015, respectivamente. O jogo também foi incluído na Kirby's Dream Collection (2012), uma compilação em comemoração ao 20.º aniversário dos jogos Kirby para o Wii. Kirby 64 foi relançado em 20 de maio de 2022, no Nintendo Switch Online + Serviço de Pacote de Expansão.

## Recepção
Kirby 64 recebeu "críticas geralmente favoráveis", segundo o agregador de resenhas Metacritic. Os críticos o compararam a outros jogos de plataforma 2.5D de N64, incluindo Goemon's Great Adventure (1998) e Yoshi's Story (1997). Alguns notaram que sua jogabilidade e visuais lembram jogos de plataforma mais antigos da Nintendo Entertainment System e Super NES. A Edge enxergou isso como um prejuízo, escrevendo que o jogo sofre com a falta de inovação em meio a outras franquias da Nintendo que se estabeleceram no crescente mercado de jogos 3D: "Simplesmente não há originalidade ou durabilidade suficiente para Kirby 64 se destacar entre a riqueza de jogos de plataforma inventivos já lançados no N64". A GameFan escreveu que embora fosse uma boa pausa dos jogos 3D, os gráficos de Kirby 64 lembravam os jogos de Super NES e logo pareceriam antiquados.
Os críticos acreditaram que Kirby 64 carece de tempo de duração e dificuldade. A N64 Magazine sentiu que os níveis iniciais são divertidos, mas que os estágios posteriores se tornam obsoletos, e opinou que o jogo teria se beneficiado de um design mais complexo de níveis. A revista percebeu que Kirby 64 havia desperdiçado potencial e o descreveu como "de curta duração e repetitivo". A Electronic Gaming Monthly escreveu que "o ritmo mais lento e a baixa dificuldade do jogo tornavam difícil manter o interesse depois de um tempo." Ambas as revistas concordaram que tentar encontrar todos os fragmentos acrescentava algum desafio, mas a GameSpot escreveu que mesmo tal desafio poderia ser concluído dentro de um período de três dias de aluguel. A IGN e a Hyper também recomendaram aluguel do jogo para jogadores mais velhos e a compra apenas para crianças. Os gráficos "fofos" e os elementos da história do jogo também influenciaram os críticos a recomendar o jogo para crianças. Os minijogos também foram criticados por acrescentar pouco à duração do jogo, embora tenham feito algumas comparações positivas com Mario Party.
Embora os gráficos tenham sido criticados por sua simplicidade e fofura, também receberam elogios significativos. A revista N64 classificou os gráficos como o melhor aspecto do jogo e elogiou o cenário e os ambientes. A Electronic Gaming Monthly chamou as cores de "brilhantes" e "limpas", e Hyper contou que parece um livro ilustrado com sombreamento pastel. A Nintendo Power comparou o visual fofo e colorido do jogo com Yoshi's Story. A IGN disse que Kirby 64 é "Simples. Cartunesco. Colorido. [...] É um jogo Kirby e parece exatamente como você esperaria." Vários críticos elogiaram as animações dos personagens. GameSpot escreveu que os personagens são realistas, e Hyper sentiu que há personalidade em todos os personagens e inimigos.
Entre as análises retrospectivas, a Nintendo Life comentou que o visual do jogo se manteve devido aos seus tons e cores estilizados, e sentiu que os ambientes davam uma sensação de grandeza que outros títulos Kirby raramente capturam. Eurogamer escreveu que "não faz tanto com o N64 quanto poderia ter feito, e continua sendo um eterno substituto no panteão da Nintendo por esse motivo, mas isso não é desculpa para descartar algo tão envolvente e polido". A GamesRadar+ listou Kirby 64 como o sexto melhor jogo Kirby (em 2012) e o 23º melhor jogo de Nintendo 64. Em 2017, a USgamer classificou-o como o 13º melhor jogo Kirby tradicional entre 16 no total, chamando-o de "nada inspirado".

## Trilha sonora
A trilha sonora do jogo foi fornecida por Jun Ishikawa e Hirokazu Ando, ambos compositores regulares da série Kirby. Em 26 de abril de 2000 foi lançada no Japão em CD pela Teichiku Records, intitulada Hoshi no Kirby 64 Original Soundtrack (星のカービィ64 オリジナルサウンドトラック). O álbum é composto por 39 faixas, tendo uma hora e 5 minutos de duração. 16 das faixas foram escritas por Hirokazu Ando e 22 delas escritas por Jun Ishikawa, além da faixa número 38 que foi composta pelos dois. As duas últimas faixas foram arranjadas por Shinji Yoshimura.
As influências artísticas de Ando e Ishikawa incluem synth-pop e techno. Ishikawa passou cerca de um ano criando a maior parte da música e dos efeitos sonoros do jogo, e acreditava que compor a música para as áreas finais como jazz surpreenderia os jogadores acostumados com as influências de eletrônica típicas da série. Mais tarde no desenvolvimento, Ishikawa foi informado de um chefe que ele não tinha conhecimento sobre, que exigia que ele compusesse rapidamente uma faixa reutilizando samples de músicas que ele já havia finalizado. O resultado foi uma canção drum and bass minimalista e sem melodia, que agradou os designers do chefe.